# Tres bandas (banderas)

La bandera de Austria es un modelo simple de una tres bandas horizontal.

La bandera de Francia es un modelo simple una tres bandas vertical y también es un tricolor.

Las tres bandas componen uno de los diseños más comunes de banderas, y es el diseño de casi el 30% de las banderas nacionales.
Como sugiere el nombre, el diseño de una tres bandas es el formado por tres bandas o franjas de color paralelas del mismo tamaño. Si las tres franjas son del mismo tamaño y de colores diferentes, la tribanda se denomina tricolor.
Ejemplos de tres bandas horizontales son las banderas de Austria y Alemania, y ejemplos de tres bandas verticales incluyen la bandera de Perú y la de Francia. En cada uno de estos ejemplos, el segundo es también una tricolor.
Algunas banderas de tres bandas incluyen emblemas, como las banderas de Croacia o de Venezuela, y es muy discutible su definición como tres bandas puras. Otras, como la bandera de Colombia, tienen las franjas de diferente tamaño, por lo que también son variantes que no se consideran estrictamente tribandas.